# Coppa Sabatini 1993
La Coppa Sabatini 1993, quarantunesima edizione della corsa, si svolse il 28 settembre 1993 su un percorso di 203 km. La vittoria fu appannaggio dell'italiano Claudio Chiappucci, che completò il percorso in 4h33'00", precedendo il connazionale Giorgio Furlan e il lettone Pëtr Ugrjumov.

## Ordine d'arrivo (Top 10)
| Pos. | Corridore          | Squadra                           | Tempo    |
| ---- | ------------------ | --------------------------------- | -------- |
| 1    | Claudio Chiappucci | Carrera Jeans-Tassoni             | 4h33'00" |
| 2    | Giorgio Furlan     | Ariostea                          | s.t.     |
| 3    | Pëtr Ugrjumov      | Mecair-Ballan                     | s.t.     |
| 4    | Dario Bottaro      | Mecair-Ballan                     | s.t.     |
| 5    | Stefano Zanini     | Navigare-Blue Storm               | a 0'18"  |
| 6    | Ivan Gotti         | Gatorade                          | s.t.     |
| 7    | Vladislav Bobrik   | Mecair-Ballan                     | a 0'38"  |
| 8    | Angelo Citracca    | Navigare-Blue Storm               | a 0'43"  |
| 9    | Michele Bartoli    | Mercatone Uno-Mendeghini-Zucchini | a 0'50"  |
| 10   | Gianni Faresin     | ZG Mobili                         | s.t.     |